# Neoerastria nigritula
Neoerastria nigritula là một loài bướm đêm trong họ Noctuidae.